# Nina Rodrigues

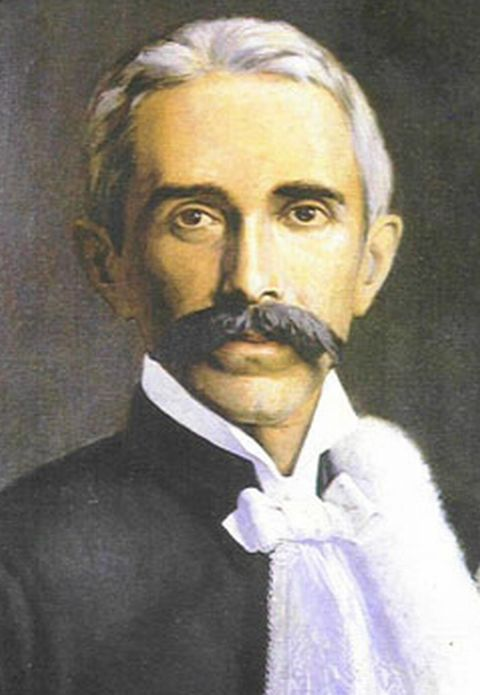
Nina Rodrigues

Raymundo Nina Rodrigues (* 4. Dezember 1862 in Vargem Grande; † 17. Juli 1906 in Paris) war ein brasilianischer Gerichtsmediziner, Psychiater und Anthropologe.

## Leben
Nina Rodrigues war von der Kriminalanthropologie Cesare Lombrosos, und somit vom soziologischen Positivismus, beeinflusst. Er führte die Anthropometrie und die Phrenologie in Brasilien ein.
Seine bekannteste Schrift ist das zwischen 1890 und 1905 verfasste und erst 1932 (posthum) veröffentlichte Os Africanos no Brasil, eine rassistische Schrift zugunsten der Immigration von Weißen in Brasilien.
Nach ihm ist ein Gerichtsmedizinisches Institut in Bahia benannt.

## Schriften
- A Morféia em Andajatuba (1886)
- Das amiotrofias de origem periférica (Dissertation, 1888)
- As raças humanas e a responsabilidade penal no Brasil (1894) (Online PDF; 781 kB)
- O animismo fetichista dos negros baianos (1900),
- O alienado no Direito Civil Brasileiro (1901).
- Manual de autópsia médico-legal. Salvador. (1901).
- Os Africanos no Brasil (1932) (Online PDF; 5,8 MB)
- As Coletividades anormais (1939).